# Autorité de la statistique publique
Pour les articles homonymes, voir ASP.
L’Autorité de la statistique publique (parfois désignée par son sigle ASP) est un organisme public français chargé de superviser la statistique publique. Elle a été créée par la loi de modernisation de l'économie du 4 août 2008. 

## Fondements juridiques de la statistique publique
En France, le système statistique public repose juridiquement sur deux textes de loi fondamentaux et un troisième texte de loi régissant les opérations de recensement de la population :
- la loi no 51-711 du 7 juin 1951 modifiée sur l’obligation, la coordination et le secret en matière de statistiques. Cette loi a créé un Conseil national de l'information statistique chargé de coordonner les enquêtes statistiques des services publics dont le secrétariat est tenu par l'Institut national de la statistique et des études économiques (Insee) ;
- la loi no 78-17 du 6 janvier 1978 modifiée, relative à l'informatique, aux fichiers et aux libertés (modifiée par la loi no 2004-801 du 6 août 2004 - art. 1 JORF 7 août 2004). Cette loi, qui a notamment institué la CNIL, n'est pas relative à la statistique publique à proprement parler ; elle fixe cependant des règles pour les traitements automatisés de données à caractère personnel : la collecte ou la diffusion d'informations statistiques individuelles gérées par des organismes publics. La modification apportée en 2004 permet par exemple aux chercheurs investis d'une mission à caractère public de mener des études statistiques sur les 'statistiques ethniques', de façon très encadrée par la loi[2].
- la loi no 2002-276 du 27 février 2002 relative à la démocratie de proximité, dont les articles 156 à 158 du Titre V fixent les concepts et la nouvelle organisation annuelle du recensement de la population. Avant ces dispositions, désormais inscrites dans la loi, la réalisation des opérations de recensement de la population restait tributaire d'une décision de l'exécutif, prise par décret, et sensible aux arbitrages annuels en matière de finances publiques.

## Création de l'Autorité de la statistique publique
À la suite de l'adoption de la loi de modernisation de l'économie (LME) par les parlementaires, il est créé au 1er janvier 2009 une Autorité de la statistique publique.
Il s'agit de la dernière mesure du texte : « Reconnaître l’indépendance de la statistique publique et créer une Autorité de la statistique publique » : la loi crée une Autorité de la statistique publique qui veille au respect du principe d'indépendance professionnelle dans la conception, la production et la diffusion de statistiques publiques ainsi que des principes d'objectivité, d'impartialité, de pertinence et de qualité des données produites.
Le texte définitif de la loi de modernisation de l'économie a été adopté le 23 juillet 2008 par le Parlement (22 juillet par l'Assemblée nationale et 23 juillet par le Sénat). La loi  a été promulguée par le Président de la République puis publiée au Journal Officiel le 5 août 2008.
Pour certaines mesures, des modalités d’entrée en vigueur sont prévues par la loi.
Pour les articles qui nécessitent des procédures d’application particulière, la Ministre de l'économie, de l'industrie et de l'emploi s’est engagée à ce que les décrets et autres actes réglementaires soient pris avant la fin de l’année 2008. L'objectif du Ministre est que toutes les mesures de la loi soient effectives au plus tard au 1er janvier 2009.

## Nouvelles dispositions du texte de loi
Article 144 : La loi n° 51-711 du 7 juin 1951 sur l’obligation, la coordination et le secret en matière de statistiques est ainsi modifiée, l’article 1er est remplacé par deux articles 1er et 1er bis ainsi rédigés :
« Art. 1er. – Le service statistique public comprend l’Institut national de la statistique et des études économiques et les services statistiques ministériels.
Les statistiques publiques regroupent l’ensemble des productions issues :
- des enquêtes statistiques dont la liste est arrêtée chaque année par un arrêté du ministre chargé de l’économie ;
- de l’exploitation, à des fins d’information générale, de données collectées par des administrations, des organismes publics ou des organismes privés chargés d’une mission de service public.

La conception, la production et la diffusion des statistiques publiques sont effectuées en toute indépendance professionnelle.
Ainsi, le service statistique public (SSP) regroupant l'Institut national de la statistique et des études économiques et les services statistiques ministériels (SSM) est désormais reconnu par la loi.
Il s'est adapté d'une part à la nouvelle organisation ministérielle en prenant notamment en compte les thèmes du développement durable et de l'immigration et d'autre part à la révision générale des politiques publiques (RGPP), avec entre autres la disparition :
- des directions régionales des affaires sociales (DRASS) ;
- des directions régionales du travail, de l'emploi et de la formation professionnelle (DRTEFP) ;

et la création :
- des directions régionales des entreprises, de la concurrence, de la consommation, du travail et de l'emploi (DIRECCTE) ;
- des directions régionales de l'environnement, de l'aménagement et du logement (DREAL)
- et des directions régionales de la jeunesse, des sports et de la cohésion sociale (DRJSCS).

Il est créé une Autorité de la statistique publique qui veille au respect du principe d’indépendance professionnelle dans la conception, la production et la diffusion de statistiques publiques ainsi que des principes d’objectivité, d’impartialité, de pertinence et de qualité des données produites. La durée des mandats de ses membres est de 6 ans non renouvelables, son secrétariat est assuré par l'Insee. 
L’Autorité est composée de neuf membres :
- un président nommé par décret en conseil des ministres en raison de ses qualifications dans les domaines juridique, économique et technique ;
- une personnalité qualifiée désignée par le Président de l’Assemblée nationale ;
- une personnalité qualifiée désignée par le Président du Sénat ;
- un membre du Conseil économique et social désigné par le président de ce dernier ;
- le président du comité du secret statistique du Conseil national de l’information statistique ;
- un membre de la Cour des comptes nommé par le Premier président de la Cour des comptes ;
- un membre de l’inspection générale des finances nommé par le chef du service de l’Inspection générale des finances ;
- un membre de l’inspection générale des affaires sociales nommé par le chef de l’Inspection générale des affaires sociales ;
- une personnalité qualifiée en matière statistique nommée par le ministre chargé de l’économie.

Un décret en Conseil d’État précise les attributions et les modalités de fonctionnement de l’Autorité de la statistique publique. »
« Art. 1er bis. – Le Conseil national de l’information statistique est chargé, auprès de l’Institut national de la statistique et des études économiques, d’organiser la concertation entre les producteurs et les utilisateurs de la statistique publique. Il fait des propositions pour l’élaboration du programme de travaux statistiques et la coordination des enquêtes statistiques menées par les personnes chargées d’une mission de service public. 
Un décret en Conseil d’État fixe les attributions, la composition et les modalités de fonctionnement du Conseil national de l’information statistique, ainsi que la représentation, en son sein, du Parlement et du Conseil économique et social. Il précise les conditions dans lesquelles l’autorité administrative décide du caractère obligatoire ou non de chaque enquête qui s’inscrit dans le cadre du programme annuel qu’elle a fixé. » Il s'agit du décret n° 2009-250 du 3 mars 2009.

## Nominations des membres de l'Autorité de la statistique publique
Le 25 mars 2009, Paul Champsaur a été nommé président de l'Autorité de la statistique publique. Son mandat de six ans a pris fin le 25 mars 2015, et Dominique Bureau lui a succédé, puis Mireille Elbaum, inspectrice générale des affaires sociales, en 2021.
La composition de l'Autorité de la statistique publique est connue par des avis publiés au Journal Officiel (intitulés avis relatif à la composition de l'Autorité de la statistique publique).

## Origines de cette création
L'Insee est rattaché, en tant que direction générale, au ministère de l'Économie. En tant qu’institut, il ne disposait que d’une indépendance de fait vis-à-vis du Gouvernement.
Cette indépendance « de fait » a pu être jugée mise à mal, notamment au moment de la publication des estimations mensuelles du taux de chômage au sens du BIT en mars 2007, prévue donc avant la présidentielle de 2007 et reportée après les résultats des élections.
Le rapport d'expertise IGF/IGAS traitant cette affaire des statistiques du chômage a confirmé le bien-fondé du report de la publication et a fait notamment deux propositions techniques qui ont été actées :
- revenir à des estimations trimestrielles au lieu de mensuelles (évitant ainsi l'actualisation des estimations par les déclarations d'emploi en fin de mois (DEFM) de Pôle Emploi dont les variations sont plus le reflet d'une activité de gestion de ces déclarations que d'une activité économique mesurable au sens des critères du Bureau international du travail) ;
- augmenter la taille de l'échantillon de l'enquête emploi trimestrielle.

De plus, dans le cadre qualitatif de la statistique européenne avec l'adoption du Code de bonnes pratiques de la statistique européenne, Eurostat et les autorités statistiques des États membres ont adopté une approche globale de la qualité statistique.
Ce Code de bonnes pratiques de la statistique européenne expose les 15 principes clés pour la production et la diffusion des statistiques officielles européennes et pour l'environnement institutionnel que doivent respecter les services statistiques nationaux et communautaires.
Le questionnaire d'auto-évaluation rempli par la France, complété d'un examen « d'évaluation par les pairs » en 2006/2007 montrait un vide juridique en France quant au principe no 1 à respecter : L’indépendance professionnelle des autorités statistiques à l’égard aussi bien des autres services et organismes politiques, réglementaires ou administratifs, que des opérateurs du secteur privé, assure la crédibilité des statistiques européennes. L'indépendance scientifique n'était pas mise en doute, mais 'indépendance professionnelle n'était pas encore inscrite dans le droit français.
Les évolutions imprimées par la loi de modernisation de l'économie avec notamment la création de l'Autorité de la statistique publique ont comblé ce vide juridique. Elles appellent à une réflexion de réorganisation du système statistique public actuel.
Enfin, le nouveau texte de loi reprend une partie des préconisations du rapport parlementaire sur la mesure des grandes données économiques et sociales en définissant le périmètre du service statistique public (l'Insee et les services statistiques ministériels), mais aussi celui des statistiques publiques (ensemble des statistiques produites par l'administration centrale -dans le cadre des enquêtes dont la liste est arrêtée annuellement par un arrêté ministériel de l'économie- et des données collectées par des administrations publiques locales, des organismes publics ou privés de mission de service public). Toutefois, la mission parlementaire préconisait d'intégrer l'Autorité au sein du Conseil national de l'information statistique (Cnis), sous le regard des acteurs sociaux et avec une composition donnant la part belle aux experts de la statistique. Votée à l'unanimité à l'assemblée nationale, contre l'avis du Gouvernement, cette insertion au sein du CNIS a été rejetée par le Sénat à la demande du gouvernement et la commission mixte paritaire n'est pas revenu sur ce vote des sénateurs. L'Autorité se retrouve de ce fait composée surtout de membres institutionnels et, paradoxalement, dépendant de moyens humains hiérarchiquement dépendant de l'Insee, dont elle est censée superviser les travaux. Les bureaux de l'Autorité sont d'ailleurs également abrités par l'Insee.
L'article 1 bis du texte de loi réaffirme le rôle du Conseil national de l'information statistique (Cnis) chargé d'organiser la concertation entre les producteurs et les utilisateurs de la statistique publique. Ce Conseil émet des propositions et avis pour l'élaboration du programme des travaux de statistiques publiques.
En fait, par le décret n° 2009-318 du 20 mars 2009, le rôle du Cnis se réduit : le nombre de ses représentants civils dans les formations est en diminution, sa tutelle n'est plus confiée au ministre de l'économie de l'industrie et de l'emploi, il est chargé d'émettre un rapport annuel d'activités au gouvernement. Seul son comité du secret statistique voit ses compétences en matière de règles du secret des enquêtes entreprises être étendues aux enquêtes ménages.